# 大穗早熟禾
大穗早熟禾（学名：Poa grandispica）为禾本科早熟禾属下的一个种。